# Split Second (Fernsehserie)
Split Second (chinesisch: 爭分奪秒; übersetzt: Wettlauf mit der Zeit) ist eine 2004 produzierte Fernsehserie der kantonesischen TVB television und der chinesischen LIU Xiao Group. Sie zeigte sich besonders in Hongkong, China und Thailand hohen Einschaltquoten. Die Serie wurde auf einer Idee vom Mitproduzenten Luoyong Xian von verschiedenen Autoren verfasst und schließlich als Action-Drama in einer Fernsehserie mit 30 Einzelfilmen verfilmt. Zudem war sie auch ein Konkurrent zu der US-Fernsehserie 24, die auf den gleichen Grundstrukturen aufgebaut ist.
Eine Überarbeitung ins deutsche sowie eine Ausstrahlung hat es in Deutschland bislang noch nicht gegeben.

## Anfangsgeschichte
Am 1. April 2004 werden die Agenten Yang Qidong, Senior Inspector Huang Jiahui und Sand Chin Feng Zhiwei des Criminal Intelligence Bureau (CIB) in die West Kowloon Crime Reorganisation eingeschleust mit dem Auftrag die geplante Ermordung der designierten Polizeikommissarin Wang Zhenyang zu verhindern und die Organisation zu zerschlagen sowie die vollständige Verschwörung aufzudecken. 
Andere Banden versuchen durch diese Aktion ihre eigene Vorteile auszubauen und möglichst an Macht und Einfluss zu gewinnen. Die Mission der drei Polizisten wird dadurch erheblich erschwert.